# Василевский, Вячеслав Николаевич
Вячеслав Николаевич Василевский (род. 16 июня 1988, Зеленогорск, Красноярский край, СССР) — российский профессиональный спортсмен, выступающий в соревнованиях по боевому самбо и смешанным единоборствам (MMA). Чемпион M-1 Selection (2010). Бывший чемпион M-1 Challenge в полутяжёлом весе и в среднем весе. Чемпион Европы по версии «Mix Fight Combat». Шестикратный чемпион мира по боевому самбо. Двукратный чемпион Европы по боевому самбо. Заслуженный мастер спорта России по боевому самбо. Чемпион ВВ МВД России по рукопашному бою 2012—2014 годов. Обладатель пурпурного пояса по бразильскому джиу-джитсу. С 2022 года ведёт программу «Охотники» на телеканале «Че!».

## Спортивная карьера
Вячеслав Василевский родился в городе Зеленогорск. С детства занимался дзюдо, которому посвятил 10 лет под руководством заслуженного тренера России Александра Трифонова. За это время он стал чемпионом Красноярского края, призёром первенства России, а потом — чемпионом Красноярского края и Сибири среди взрослых.
В 2007 году Василевский начинает тренировки по боксу под руководством тренера Василия Смыкова, и с его же подачи, начинает принимать участие в турнирах по боевому самбо.
В 2008 году Василевский становится серебряным призёром чемпионата России по боевому самбо, а также выигрывает чемпионат Европы. На том турнире он знакомится с Алексеем Чугреевым и принимает его предложение попробовать себя в профессиональных смешанных единоборствах.
Параллельно с первыми выступлениями по ММА продолжает выступления в боевом самбо, где четырежды побеждал на чемпионатах России (последний раз — в 2013 г) и четырежды на чемпионатах Мира (последний раз — в 2013 году). В 2014 году, в финале чемпионата России по Боевому самбо уступил Султану Алиеву, это был своеобразный апсет. После этого неожиданного поражения в финале, Слава выступил на чемпионате Европы и за четыре минуты стал уже двукратным чемпионом Европы по боевому самбо.

### M-1 Global
В 2009 году дебютировал c победы над Абдулой Муталимовым на 2-м этапе командного чемпионата России M-1 Selection. Однако команда за которую он выступал не прошла в финал и поэтому на последнем туре M-1 Selection 2009 он бился в рейтинговом бою с Артуром Корчемным, которого победил TKO в первом раунде.
В 2010 году он получил право на участие в гран-при Восточной Европы M-1 Selection 2010 Eastern Europe где сначала раздельным решением победил Украинца Сергея Гузева, после чего в полуфинале удушил Алихана Магомедова и в финале решением одолел Шамиля Тинагаджиева. После этой победы он получил право встретиться с победителем F гран-при Западной Европы за титул первого чемпиона M-1 Challenge в полутяжёлом весе.
10 декабря 2010 Василевский встречался с поляком Томашем Наркуном на турнире «M-1 Challenge XXII». Бой завершился победой Василевского техническим нокаутом во втором раунде
После своей победы Вячеслав не выступал долгое время из-за травмы руки, но когда вылечился и стал готов к новым выступлениям, то перешёл в средний вес и самолично снял с себя полномочия чемпиона в полутяжёлом весе. Он провёл четыре поединка на второсортных турнирах — отказываясь от нескольких предложенных боёв в М-1, включая титульный бой против чемпиона Магомеда Султанахмедова — во всех он праздновал победы и осенью 2011 он должен был встретиться в главном бою на турнире M-1 Challenge в Уфе против ветерана UFC Марио Миранды. Однако незадолго до турнира вновь получал травму руки и сообщил, что не сможет выйти на бой из-за травмы и был заменён Дмитрием Самойловым.
После перехода в Bellator, у Славы остались контрактные обязательства с М-1. Это привело к крупному скандалу и судебным разбирательствам. Выступления за океаном попали под срыв. Поражение в полуфинале Гран-при Bellator 6 сезона, стало последним толчком для возвращения в М-1. Слава вернулся в Россию, провел деловую встречу с президентом М-1, Вадимом Филькинштейном — на которой был подписан новый контракт, на 2 года.

### Bellator FC
Через несколько недель после отказа от боя в Уфе по причине травмы появилась информация о подписания Василевского контракта с Американским промоушеном. Вместе с организацией Вячеслав сменил и клуб начав тренироваться в K-Dojo MMA. Вячеслав, вместе с Адланом Амаговым и Михаилом Малютиным улетели в Америку, где они тренировались в зале K-Dojo, по руководством Мурата Кештова. Бойцы даже выпустили несколько видеоблогов. Первый бой за океаном Слава провел 16 марта, на Беллатор 61, где без труда прошёл Виктора О’Доннелла: бой имел односторонний характер, его можно было назвать избиением американца. Второй бой в рамках Гран-при Василевский провёл 20 апреля, с Майкелем Фалканом: бой получился тяжёлый, с небольшим преимуществом Вячеслава, но после пропущенного удара в 3 раунде ему пришлось минуту спасться от града ударов. Итог боя был неутешителен: поражение раздельным решением судей и вылет из сетки гран-при. Судебные разбирательства с М-1, поражение и ужасные условия для тренировок (жил в комнате при спортзале, отсутствие спарринг-партнёров, в корне другой принцип тренировок) — заставили бойца вернуться на родину. Контракт с Беллатор канул в неизвестность, не было заявлено что Слава уволен — просто вернулся в М-1 на новых условиях.

### Absolute Championship Berkut/Absolute Championship Akhmat
Вячеслав заключил контракт с лигой «ACB» 16 сентября 2016 года. Свой дебютный бой ‘Russian Krushin’ провёл на турнире АСВ 57, где встретился с Ибрагимом Чужигаевым. В этом поединке Василевский одержал победу удушающим приёмом во втором раунде. Выиграв Уилла Ноленда на ACB 65, Вячеслав получил шанс побороться за пояс в среднем весе. В титульном бою на ACB 77 он проиграл Альберту Дураеву нокаутом. После объединения лиги с «WFCA» Вячеслав провёл два поединка и в обоих был нокаутирован: Магомедом Исмаиловым на ACA 95 и Мурадом Абдулаевым на ACA 99.

### AMC Fight Nights Global
После ухода бойца из «ACA» контракт ему предложила организация «GFC». 21 марта 2020 года он должен был подраться на турнире GFC 25 в Самаре с бразильцем Адриано Родригесом, заменённым впоследствии на таджика Фаридуна Одилова. Василевский отказался участвовать в поединке, раскритиковав промоушн за организацию боёв во время эпидемии коронавируса.
В декабре 2020 года Василевский подписал контракт с «AMC Fight Nights Global». В своём дебютном поединке в лиге, состоявшемся 24 декабря на AMC Fight Nights Global: Winter Cup в Москве, Вячеслав нокаутировал уроженца Узбекистана Богдана Гуськова.
Снялся с участия в поединке против Марсио Сантоса в Сыктывкаре из-за плохого самочувствия, в том числе температуры.

## Титулы и достижения
- 2008
  - Серебряный призёр чемпионата России по боевому самбо
  - Чемпион Европы по боевому самбо
- 2009
  - Чемпион России по боевому самбо
  - Чемпион мира по боевому самбо
- 2010
  - Двукратный чемпион России по боевому самбо
  - Победитель M-1 Selection
  - Первый Чемпион M-1 Challenge в полутяжелом весе
  - Двукратный Чемпион мира по боевому самбо в категории до 90 кг[14]
- 2011
  - Чемпион Европы по версии «Mix Fight Combat»
- 2012
  - Чемпион ВВ МВД России по рукопашному бою
  - Трёхкратный Чемпион России по боевому самбо в категории до 90 кг
  - Трёхкратный Чемпион мира по боевому самбо в категории до 90 кг[15]
- 2013
  - Четырёхкратный Чемпион России по боевому самбо
  - Двукратный чемпион ВВ МВД по рукопашному бою
  - Четырёхкратный Чемпион мира по боевому самбо в категории до 90 кг
- 2014
  - Серебряный призёр чемпионата России по боевому самбо
  - Двукратный Чемпион Европы по боевому самбо
  - Трёхкратный чемпион ВВ МВД по рукопашному бою
  - Чемпион мира по версии M-1 Challenge в среднем весе
- 2015
  - Пятикратный Чемпион мира по боевому самбо в категории до 90 кг
- 2017
  - Чемпионат России по боевому самбо 2017 года — .

## Статистика в профессиональном ММА
| Результат | Рекорд | Соперник                    | Способ                                          | Турнир                                            | Дата             | Раунд | Время | Место                   | Примечание                                               |
| --------- | ------ | --------------------------- | ----------------------------------------------- | ------------------------------------------------- | ---------------- | ----- | ----- | ----------------------- | -------------------------------------------------------- |
| Победа    | 36-9   | Ислам Жангоразов            | Единогласное решение                            | RCC 9: Василевский — Жангоразов                   | 17 февраля 2022  | 3     | 5:00  | Москва, Россия          |                                                          |
| Поражение | 35-8   | Давид Бархударян            | Технический нокаут                              | RCC 9: Василевский — Бархударян                   | 18 июня 2021     | 3     | 5:00  | Москва, Россия          |                                                          |
| Победа    | 34-8   | Вискарди Андраде            | Единогласное решение                            | RCC 9: Василевский — Андраде                      | 3 мая 2021       | 3     | 5:00  | Екатеринбург, Россия    |                                                          |
| Победа    | 33-8   | Богдан Гуськов              | Нокаут (удары)                                  | AMC Fight Nights: Winter Cup                      | 24 декабря 2020  | 1     | 3:00  | Москва, Россия          |                                                          |
| Поражение | 32-8   | Мурад Абдулаев              | Техническим нокаутом (удары)                    | ACA 99                                            | 27 сентября 2019 | 2     | 3:46  | Москва, Россия          |                                                          |
| Поражение | 32-7   | Магомед Исмаилов            | Техническим нокаутом (удары)                    | ACA 95                                            | 27 апреля 2019   | 1     | 2:19  | Москва, Россия          |                                                          |
| Победа    | 32-6   | Вагнер Силва                | Техническим нокаутом (удары)                    | Кубок Дружбы 2018                                 | 24 ноября 2018   | 1     | 1:42  | Новосибирск, Россия     |                                                          |
| Поражение | 31-6   | Альберт Дураев              | Техническим нокаутом (удары)                    | ACB 77                                            | 23 декабря 2017  | 1     | 3:47  | Москва, Россия          | Бой за титул чемпиона в среднем весе                     |
| Победа    | 31-5   | Луис Серхио да Фонсека Мело | Техническим нокаутом (удары)                    | Восьмой турнир «Плотформа S-70»                   | 8 августа 2017   | 2     | 3:10  | Сочи, Россия            |                                                          |
| Победа    | 30-5   | Уилл Нолэнд                 | Сабмишном (удушение сзади)                      | ACB 65                                            | 22 июля 2017     | 1     | 4:56  | Шеффилд, Англия         |                                                          |
| Победа    | 29-5   | Ибрагим Чужигаев            | Удушающий приём (удушение сзади)                | ACB 57                                            | 15 апреля 2017   | 2     | 3:16  | Москва, Россия          |                                                          |
| Победа    | 28-5   | Мэтт Хорвич                 | Единогласное решение                            | Fightspirit Championship 6 Horwich vs. Vasilevsky | 4 сентября 2016  | 3     | 5:00  | Санкт-Петербург, Россия |                                                          |
| Поражение | 27-5   | Александр Шлеменко          | Сабмишеном (удушение гильотиной)                | M-1 Challenge 68                                  | 16 июня 2016     | 3     | 2:51  | Санкт-Петербург, Россия |                                                          |
| Победа    | 27-4   | Чарльз Андраде              | Единогласное решение                            | Pride Fighting Show                               | 23 апреля 2016   | 3     | 5:00  | Нижний Новгород, Россия |                                                          |
| Поражение | 26-4   | Александр Шлеменко          | Решение большинства                             | M-1 Challenge 64                                  | 19 февраля 2016  | 3     | 5:00  | Москва, Россия          | Полуфинал гран-при среднего веса                         |
| Победа    | 26-3   | Кристиан Перак              | Удушение сзади                                  | M-1 Challenge 62                                  | 10 октября 2015  | 2     | 1:02  | Сочи, Россия            |                                                          |
| Поражение | 25-3   | Рамазан Эмеев               | Удушение сзади                                  | M-1 Challenge 56                                  | 10 апреля 2015   | 1     | 1:48  | Москва, Россия          | Утратил титул чемпиона M-1 Challenge в среднем весе.     |
| Победа    | 25-2   | Рамазан Эмеев               | TKO (удары)                                     | M-1 Challenge 51                                  | 7 сентября 2014  | 4     | 4:40  | Санкт-Петербург, Россия | Завоевал титул чемпиона M-1 Challenge в среднем весе.    |
| Победа    | 24-2   | Майкел Фалкан               | TKO (удары)                                     | Пятый турнир «Плотформа S-70»                     | 9 августа 2014   | 1     | 0:37  | Сочи, Россия            |                                                          |
| Победа    | 23-2   | Витор Нобрега               | TKO (удары)                                     | M-1 Challenge 42                                  | 20 октября 2013  | 1     | 2:45  | Санкт-Петербург, Россия |                                                          |
| Победа    | 22-2   | Тревор Прэнгли              | TKO (Удары)                                     | Четвёртый турнир «Плотформа S-70»                 | 17 августа 2013  | 3     | 2:32  | Сочи, Россия            |                                                          |
| Победа    | 21-2   | Чарльз Андраде              | Единогласное решение                            | M-1 Challenge 39                                  | 23 мая 2013      | 3     | 5:00  | Москва, Россия          |                                                          |
| Победа    | 20-2   | Юрий Калмынин               | Удушающий приём (удушение сзади)                | CNN — щит и меч                                   | 23 ноября 2012   | 1     | 3:34  | Нижний Новгород, Россия |                                                          |
| Победа    | 19-2   | Жорже Бесерра               | TKO (удары)                                     | League S-70: финал ЧР                             | 11 августа 2012  | 1     | 2:46  | Сочи, Россия            |                                                          |
| Победа    | 18-2   | Светослав Савов             | TKO (удары)                                     | League S-70: полуфинал ЧР                         | 25 мая 2012      | 2     | 1:38  | Москва, Россия          |                                                          |
| Поражение | 17-2   | Майкел Фалкан               | Единогласное решение                            | Bellator 66                                       | 20 апреля 2012   | 3     | 5:00  | Кливленд, США           |                                                          |
| Победа    | 17-1   | Виктор О’Доннелл            | Единогласное решение                            | Bellator 61                                       | 16 марта 2012    | 3     | 5:00  | Босьер-Сити, США        |                                                          |
| Победа    | 16-1   | Андрей Калашников           | Удушающий приём (удушение сзади)                | CNN — щит и меч                                   | 20 октября 2011  | 1     | 2:15  | Нижний Новгород, Россия |                                                          |
| Победа    | 15-1   | Роберт Жоц                  | Единогласное решение                            | Pro Fight 6                                       | 4 июня 2011      | 3     | 5:00  | Влоцлавек, Польша       |                                                          |
| Победа    | 14-1   | Томаш Кужела                | Удушающий приём (удушение сзади)                | «Кубок Фёдора Емельяненко: Битва на Волге»        | 22 мая 2011      | 1     | 4:04  | Нижний Новгород, Россия | Завоевал титул чемпиона Европы по версии Mixfight Combat |
| Победа    | 13-1   | Энок Солвес                 | Единогласное решение                            | Sambo-70 vs. Team Spain                           | 21 апреля 2011   | 3     | 5:00  | Москва, Россия          |                                                          |
| Победа    | 12-1   | Анди Сидамину               | Технический нокаут (удары)                      | BF — Baltic Challenge                             | 25 марта 2011    | 1     | 3:23  | Калининград, Россия     |                                                          |
| Победа    | 11-1   | Томаш Наркун                | Технический нокаут (остановка боя секундантами) | M-1 Challenge 22 Narkun vs. Vasilevsky            | 10 декабря 2010  | 2     | 2:20  | Москва, Россия          | Завоевал титул чемпиона M-1 Challenge в полутяжёлом весе |
| Победа    | 10-1   | Шамиль Тинагаджиев          | Единогласное решение                            | M-1 Selection 2010 Europe Finals                  | 10 августа 2010  | 3     | 5:00  | Москва, Россия          | Финал M-1 Selection Eastern Europe                       |
| Победа    | 9-1    | Хавьер Фупа-Покам           | Удушающий приём (удушение сзади)                | Sochi Open European                               | 14 июля 2010     | 3     | 1:58  | Сочи, Россия            |                                                          |
| Победа    | 8-1    | Алихан Магомедов            | Удушающий приём (удушение сзади)                | M-1 Selection 2010 Eastern Europe Round 3         | 28 мая 2010      | 1     | 3:21  | Киев, Украина           | Полуфинал M-1 Selection Eastern Europe                   |
| Победа    | 7-1    | Себастьян Либебе            | Технический нокаут                              | MFC                                               | 6 мая 2010       | 1     | 3:20  | Кстово, Россия          | Бой за титул чемпиона Европы                             |
| Победа    | 6-1    | Сергей Гузеев               | Раздельное решение                              | M-1 Selection 2010 Eastern Europe Round 2         | 10 апреля 2010   | 3     | 5:00  | Москва, Россия          |                                                          |
| Победа    | 5-1    | Артур Корчемный             | Технический нокаут                              | M-1 Challenge 20 — 2009 Finals                    | 3 декабря 2009   | 1     | 2:20  | Санкт-Петербург, Россия |                                                          |
| Победа    | 4-1    | Ахмед Гусейнов              | Единогласное решение                            | MFC Волга-Дон                                     | 6 ноября 2009    | 3     | 5:00  | Нижний Новгород, Россия |                                                          |
| Победа    | 3-1    | Павел Ногинек               | Технический нокаут                              | Gladiator 2009                                    | 23 мая 2009      | 2     | 2:02  | Прага, Чехия            |                                                          |
| Победа    | 2-1    | Абдулла Муталимов           | Технический нокаут                              | M-1 Challenge 2009 Selections 2                   | 19 апреля 2009   | 1     | 1:29  | Санкт-Петербург, Россия |                                                          |
| Поражение | 1-1    | Даниэль Табера              | Единогласное решение                            | FOL — Team Europe vs. Team Russia                 | 29 августа 2008  | 3     | 5:00  | Пермь, Россия           |                                                          |
| Победа    | 1-0    | Ладислав Зак                | Удушающий приём (удушение сзади)                | Gladiator Of Milovice                             | 24 мая 2008      | 1     | 2:56  | Миловице, Чехия         |                                                          |